# Départ de sentier

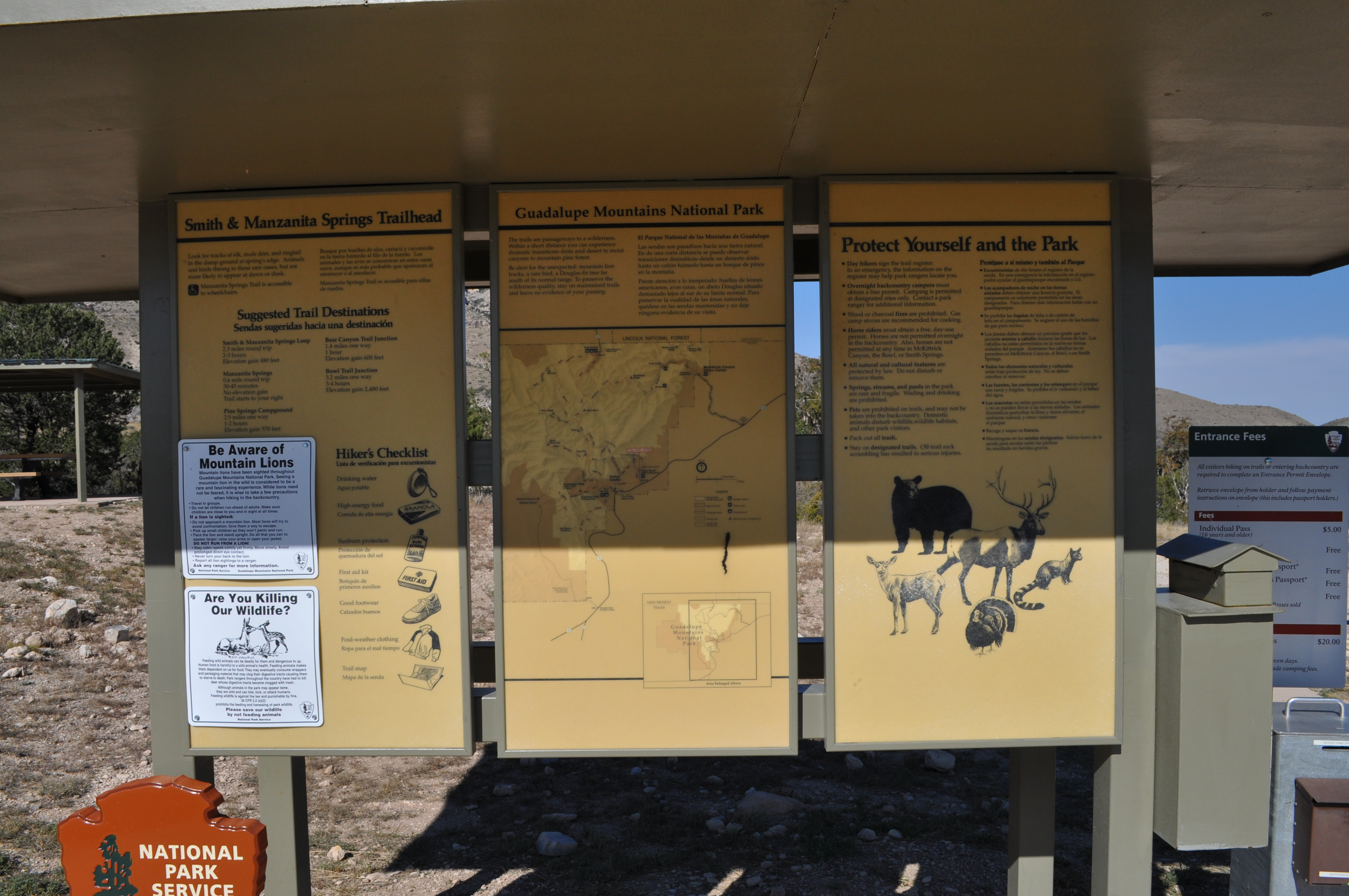
Panneau d'information du départ du Smith Spring Trail, au Texas.

Un départ de sentier est un point géographique accessible depuis une voie de communication plus importante où commencent un ou plusieurs sentiers. Lorsqu'il est équipé, il comprend généralement au moins un panneau d'information souvent agrémenté d'une carte topographique précisant le tracé du ou des sentiers considérés mais aussi d'indications textuelles signalant par exemple la longueur, le dénivelé, la difficulté ou les éventuels dangers à prévoir par l'utilisateur. On y trouve également un parc de stationnement lorsqu'il est accessible par une route et dans certains cas, quand il est bien développé, un kiosque d'information, un abri, des toilettes publiques, voire une station de rangers. Si le parcours est dangereux, le site peut aussi comprendre un registre de sentier.
Un départ de sentier peut faire office de ligne de départ ou de ligne d'arrivée durant une compétition sportive se déroulant sur le ou les sentiers qui y débutent, par exemple pendant un trail.